# Ramot Cahala
Ramot Cahala (hebrejsky: רמות צהלה) je čtvrť v severovýchodní části Tel Avivu v Izraeli. Je součástí správního obvodu Rova 2 a samosprávné jednotky Rova Cafon Mizrach.

## Geografie
Leží na severovýchodním okraji Tel Avivu, cca 4,5 kilometru od pobřeží Středozemního moře a cca 1,5 kilometru severně od řeky Jarkon, v nadmořské výšce okolo 50 metrů. Dopravní osou je silnice číslo 482 (ulice Moše Sne), která probíhá po západním okraji čtvrti. Na východu sousedí se čtvrtí Cahala, na jihu s Revivim, na západě s Ne'ot Afeka Bet a na severu s Ganej Cahala.

## Popis čtvrti
Plocha čtvrti je vymezena na severu ulicí Cahal, na jihu ulicí Dvora ha-Nevi'a, na východě ha-Macbi'im a Marganit a na západě třídou Moše Sne. V roce 2007 tu žilo 6 964 obyvatel (údaje společně za čtvrti Ramot Cahala, Ganej Cahala a ha-Mištala). 